# Куртынин, Михаил Степанович
Михаил Степанович Куртынин — советский хозяйственный, государственный и политический деятель.

## Биография
Родился в 1911 году. Член КПСС.
С 1929 года — на хозяйственной, общественной и политической работе. В 1929—1976 гг. — главный редактор «Луганской правды», специальный корреспондент корпункта «Правды» в городе Ленинграде, главный редактор «Ленинградской правды», председатель Ленинградской организации Союза журналистов СССР.
Делегат XXII и XXIII съездов КПСС.
Скончался 26 июня 1976 года в городе Ленинграде.